# Liste d'hippodromes
Cet article dresse la liste des hippodromes par pays.

## Afrique du Sud
- Hippodrome d'Arlington, Port Elizabeth
- Hippodrome de Bloemfontein, Bloemfontein
- Hippodrome de Clairwood, Merebank
- Hippodrome de Durbanville, Kenilworth
- Hippodrome de Fairview, Sunlands
- Hippodrome de Flamingo Park, Kimberley
- Hippodrome de Greyville, Durban
- Hippodrome de Kenilworth, Kenilworth
- Hippodrome de Newmarket, Alberton
- Hippodrome de Randjesfontein, Pretoria
- Hippodrome de Scottsville, Pietermaritzburg
- Hippodrome de The Vaal, Bedworth Park
- Hippodrome de Turfontein, Johannesbourg

Source : www.jockeyclubsa.co.za

## Allemagne
- Hippodrome de Daglfing, Munich
- Hippodrome de Riem, Munich

L'hippodrome d'Iffezheim

- Hippodrome de Hamburg-Horn, Hambourg
- Hippodrome d'Iffezheim, Baden-Baden
- Hippodrome de Weidenpesch, Cologne
- Hippodrome de Gelsenkirchen, Gelsenkirchen
- Hippodrome de Dortmund, Dortmund
- Hippodrome de Sarrebruck, Sarrebruck
- Hippodrome de Krefeld, Krefeld
- Hippodrome de Hassloch, Hassloch
- Hippodrome de Grafenberg, Düsseldorf
- Hippodrome de Scheibenholz, Leipzig
- Hippodrome de Dresde-Seidnitz, Dresde
- Hippodrome de Raffelberg, Mülheim an der Ruhr

## Argentine
- Hippodrome de La Plata, Buenos Aires
- Hippodrome Argentino de Palermo, Buenos Aires
- Hippodrome de San Isidro, Buenos Aires

## Australie
- Hippodrome de Flemington, Melbourne
- Hippodrome de Randwick, Sydney

## Autriche
- Hippodrome de Freudenau, Vienne
- Hippodrome de Krieau, Vienne
- Hippodrome de Magna Racino, Ebreichsdorf

## Belgique
- Hippodrome de Wallonie, Mons
- Hippodrome d'Ostende, Ostende
- Hippodrome de Waregem, Waregem

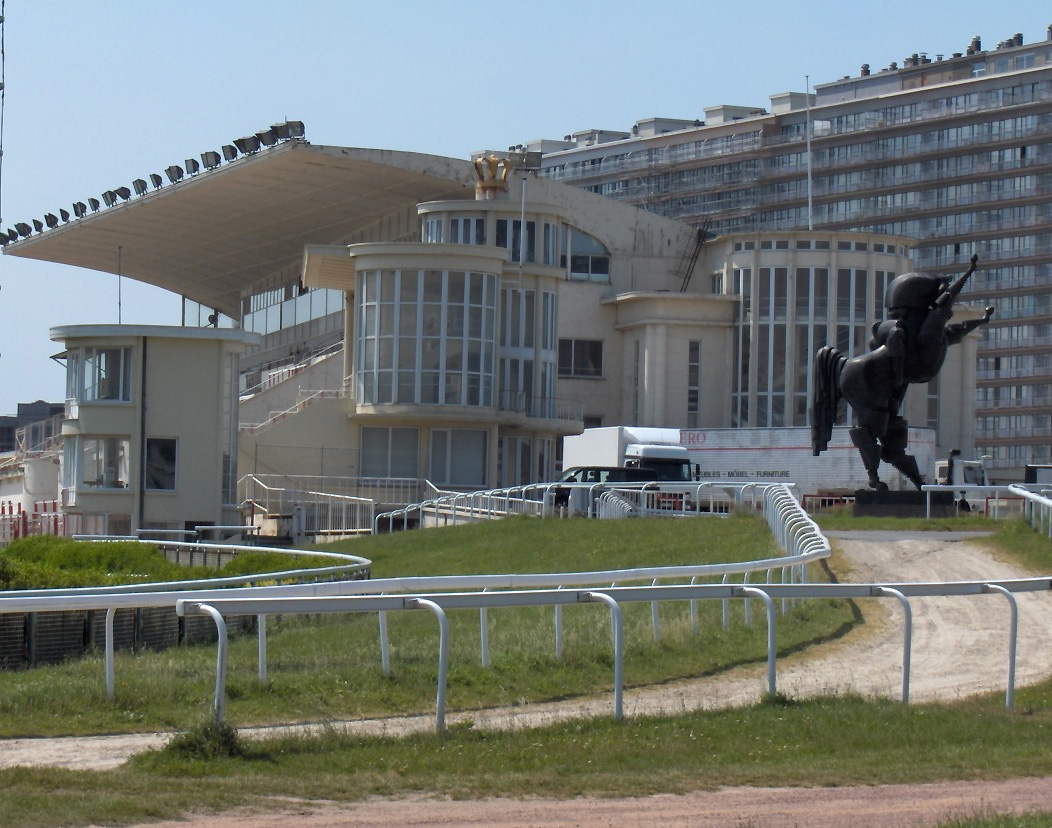
Wellingtonrenbaan (hippodrome d'Ostende)

- Hippodrome de Kuurne, Courtrai/Harelbeke
- Hippodrome de Tongres, Tongres
- Plus en activité :
  - Hippodrome de Spa, Spa
  - Hippodrome de Boitsfort, Uccle
  - Hippodrome de Groenendael, Hoeilaert
  - Hippodrome des Quatre-Bras, Sterrebeek
  - Hippodrome de Stockel, Bruxelles
  - Hippodrome du Gazomètre, Forest/Bruxelles
  - Hippodrome de Binche, Binche
  - Hippodrome de Dilbeek, Dilbeek

## Brésil
- Hippodrome de Cidade Jardim, São Paulo
- Hippodrome du Cristal, Porto Alegre
- Hippodrome de Gávea, Rio de Janeiro
- Hippodrome du Tarumã, Curitiba

## Canada
- Charlottetown Driving Park, Charlottetown
- Mohawk Raceway, Campbellville
- Hippodrome de Woodbine, Toronto
- Hippodrome de Montréal, Montréal
- Rideau Carleton Raceway, Ottawa
- Sudbury Downs, Sudbury
- Hippodrome de Trois-Rivières, Trois-Rivières
- Dresden Raceway, Windsor
- Clinton Raceway, Clinton

## Chine
- Hippodrome de Shunyi, Pékin

## Corée du Sud
- Hippodrome de Busan–Gyeongnam, Busan
- Hippodrome de Jeju, Jeju-si
- Hippodrome de Séoul, Séoul

## Danemark
- Hippodrome de Charlottenlund, Copenhague

## Émirats arabes unis
- Hippodrome d'Abu Dhabi, Abou Dabi
- Hippodrome de Ghantoot, Abou Dabi
- Hippodrome de Jebel Ali, Dubaï
- Hippodrome de Nad Al Sheba, Dubaï
- Hippodrome de Charjah, Charjah

Source : www.emiratesracing.com

## Espagne
- Gran Hipódromo de Andalucía, Dos Hermanas, province de Séville
- Hipódromo Costa del Sol, Mijas-Costa, province de Malaga
- Hippodrome de la Zarzuela, Madrid
- Hipódromo de San Sebastian, Lasarte, province du Guipuscoa
- Hipódromo de Son Pardo, Palma de Mallorca, province de Illes Balears

## États-Unis

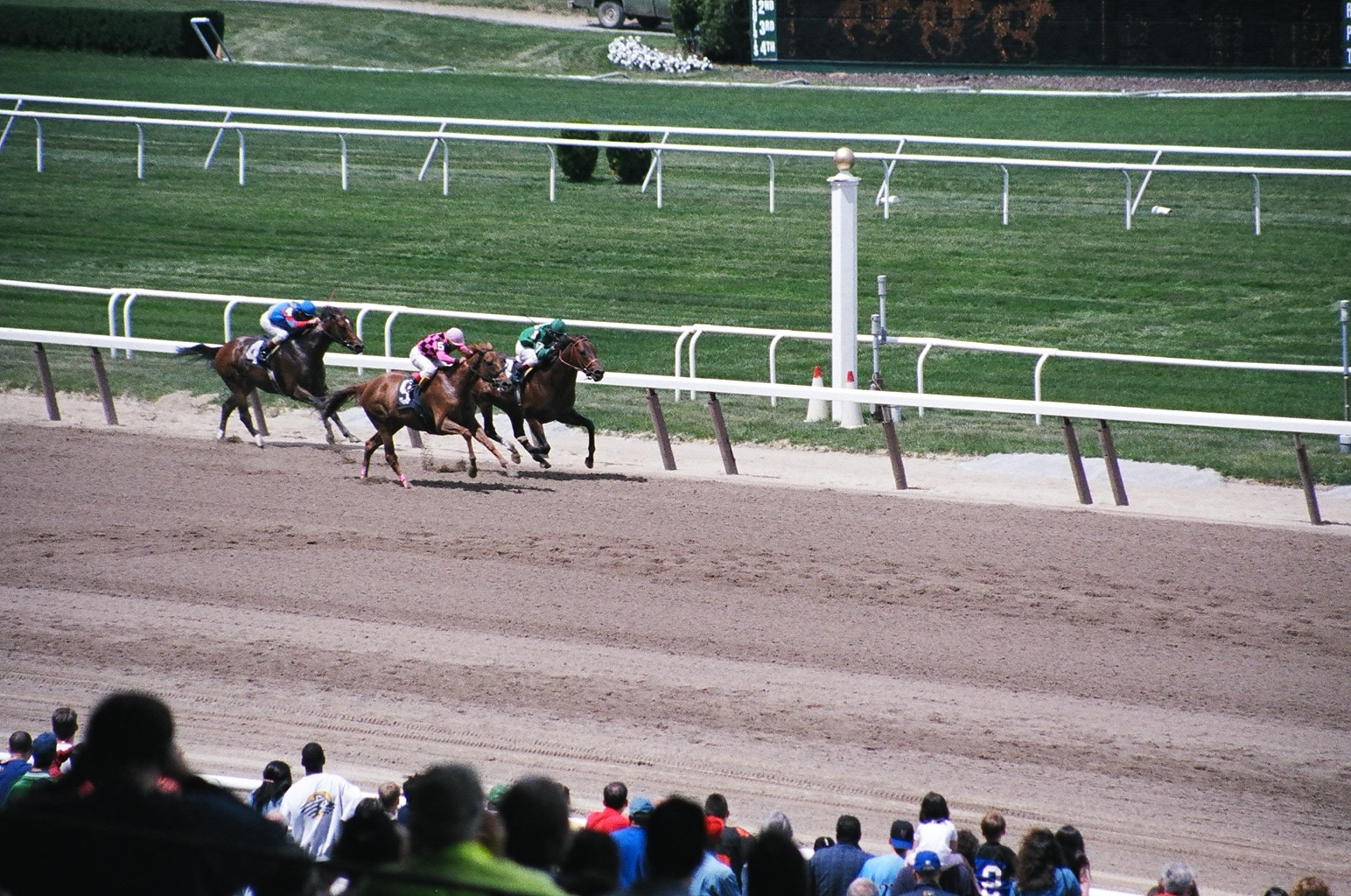
Hippodrome de Belmont Park, NY

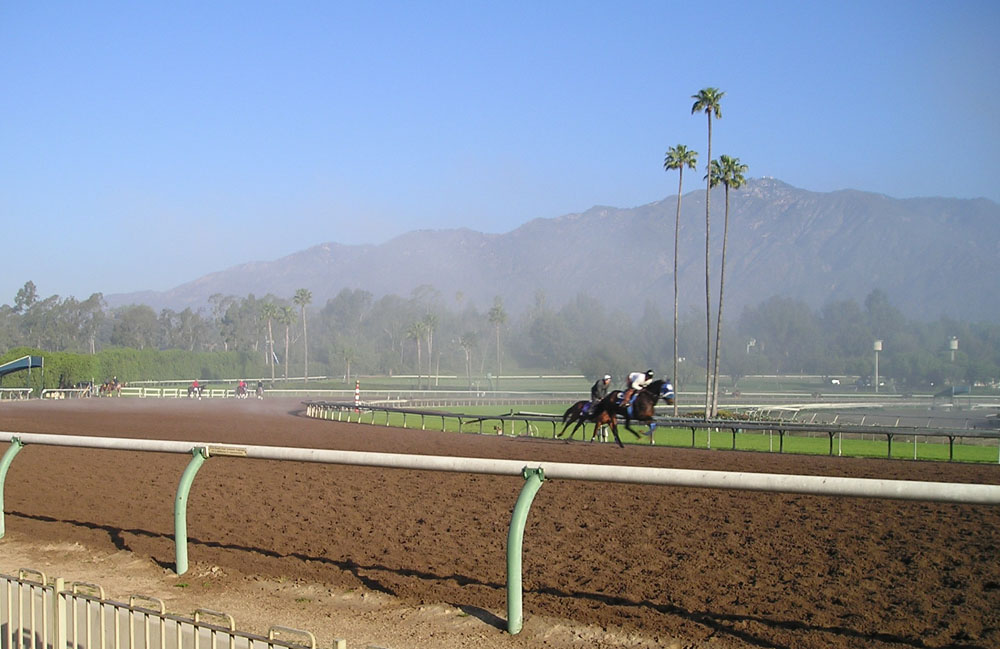
Hippodrome de Santa Anita, Californie

- Arlington Park, Arlington Heights (banlieue de Chicago)
- Arapahoe Park, Aurora
- Belmont Park, Belmont (banlieue de New York)
- Churchill Downs, Louisville
- Meadowlands Racetrack, East Rutherford (banlieue de New York)
- Santa Anita Park, Arcadia (banlieue de Los Angeles)
- Pimlico Race Course, Baltimore

## Finlande
- Hippodrome de Vermo, Helsinki.
- Hippodrome de Kouvola, Kouvola.
- Hippodrome de Mikkeli, Mikkeli.

## France

### Auvergne-Rhône-Alpes

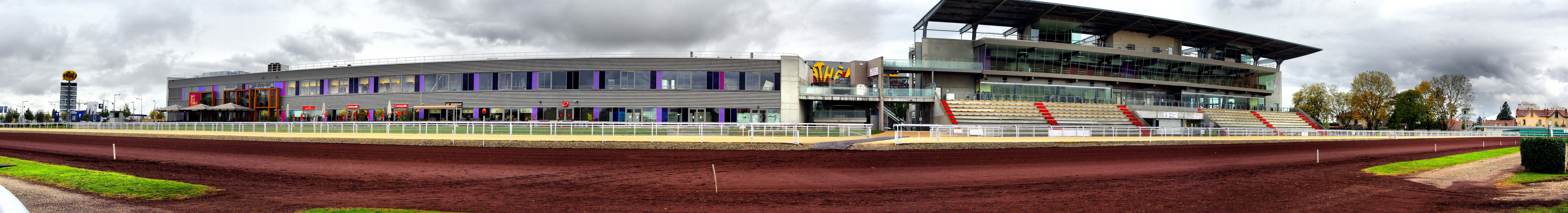
Hippodrome de Villeurbanne.

- Hippodrome de Marlioz, Aix-les-Bains
- Hippodrome Georges du Breil, Aurillac
- Hippodrome de Lachamp, Jullianges
- Hippodrome de Parilly, Bron (banlieue de Lyon)
- Hippodrome de Bel-Air, Châtillon-sur-Chalaronne
- Hippodrome André-Longchamp, Divonne-les-Bains
- Hippodrome du Parc, Feurs
- Hippodrome Saint-Jean, Montluçon
- Hippodrome des Gateaux, Moulins
- Hippodrome Joseph-Desjoyaux, Saint-Galmier
- Hippodrome de Villeurbanne, Vaulx-en-Velin (banlieue de Lyon)
- Hippodrome de Bellerive, Vichy

### Bourgogne-Franche-Comté
- Hippodrome de Cluny, Mâcon
- Hippodrome de la Varenne, Paray-le-Monial
- Hippodrome de Comberjon, Vesoul
- Hippodrome de Marcilly, Vitteaux

### Centre-Val de Loire
- Hippodrome de Chartres, Chartres
- Hippodrome du Petit-Valençay, Châteauroux
- Hippodrome de Grigny, Chinon
- Hippodrome de Dreux, Dreux
- Hippodrome de Lignières, Lignières
- Hippodrome de l'Île Arrault, Orléans
- Hippodrome de Tours-Chambray, Tours
- Hippodrome de la Ferté-Vidame

### Corse
- Hippodrome des Vignetta, Ajaccio
- Hippodrome de Casatorra, Biguglia
- Hippodrome de Calzarellu, Prunelli-di-Fiumorbo
- Hippodrome de Viseo, Zonza

### Grand Est
- Hippodrome de Strasbourg-Hœrdt, Hœrdt
- Hippodrome de la Crouée, Montier-en-Der
- Hippodrome de la Champagne, Reims
- Hippodrome de Nancy-Brabois, Vandœuvre-lès-Nancy (banlieue de Nancy)
- Hippodrome de Vittel, Vittel
- Hippodrome de la Hardt, Wissembourg

### Guadeloupe
- Hippodrome Karukéra, Anse-Bertrand

### Hauts-de-France
- Hippodrome de la prairie Malicorne, Abbeville
- Hippodrome du petit Saint-Jean, Amiens
- Hippodrome des Hauts-Blancs-Monts, Arras
- Hippodrome de la Mollière, Berck
- Hippodrome de Chantilly, Chantilly
- Hippodrome de Lille, Lambersart, ancien hippodrome ouvert en 1884 fermé en 1940
- Hippodrome du Putois, Compiègne
- Hippodrome de la Thiérache, La Capelle
- Hippodrome d'Ardon, Laon
- Hippodrome de la Canche, Le Touquet-Paris-Plage
- Hippodrome Serge-Charles, anciennement hippodrome des Flandres (également connu sous le nom d'hippodrome du Croisé-Laroche), Marcq-en-Barœul (banlieue de Lille)
- Hippodrome des Bruyères, Saint-Omer

### Île-de-France

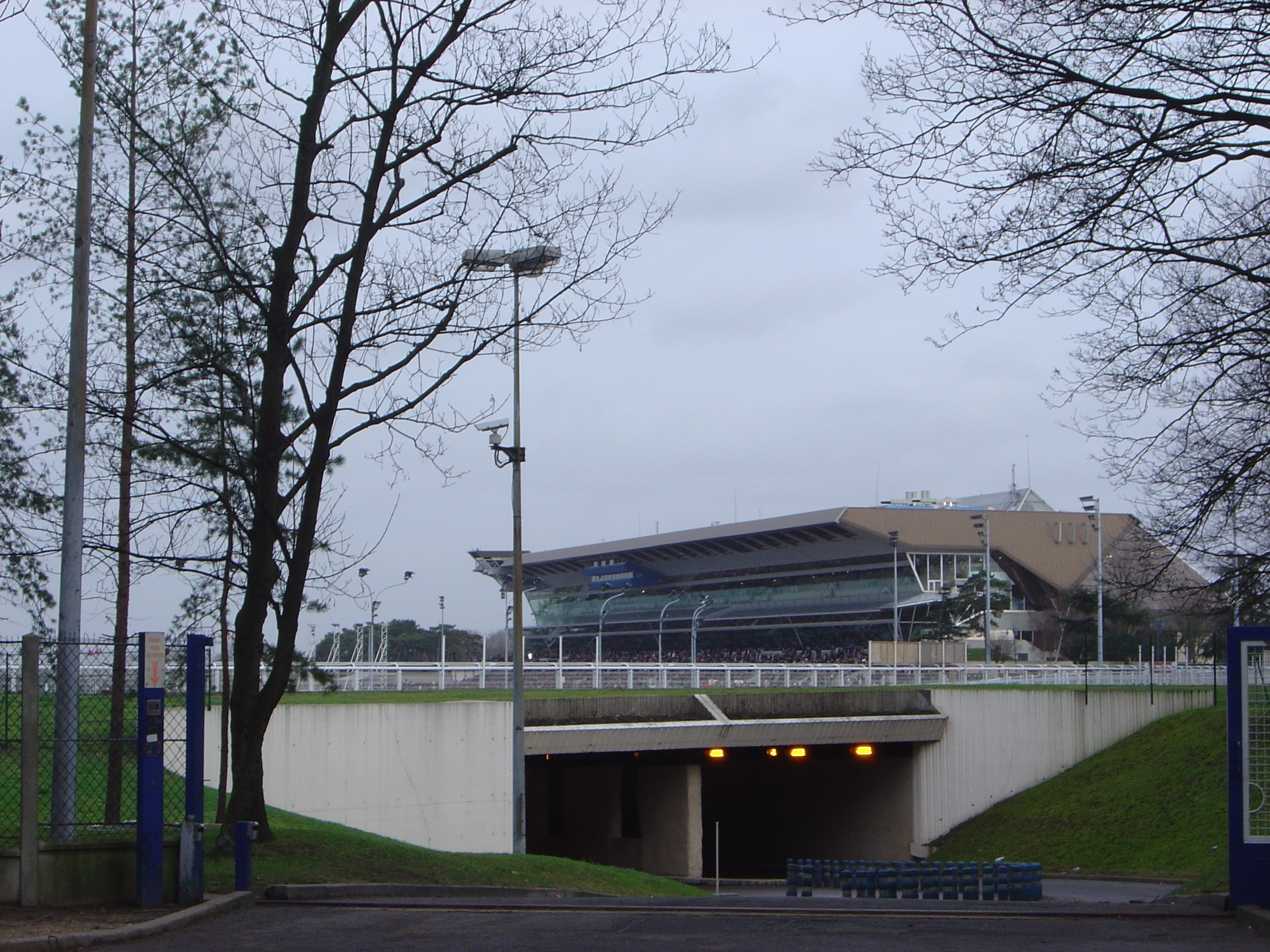
L'hippodrome de Vincennes.

- Hippodrome de Grosbois, Boissy-Saint-Léger dédié aux qualifications des trotteurs, au sein d'un centre d'entraînement
- Hippodrome d'Enghien-Soisy, Enghien-les-Bains et Soisy-sous-Montmorency
- Hippodrome d'Évry, en Essonne, fermé en 1996
- Hippodrome de Fontainebleau ou Hippodrome de la Solle
- Hippodrome de Maisons-Laffitte, Maisons-Laffitte (banlieue de Paris)
- Paris :
  - Hippodrome d'Auteuil
  - Hippodrome de Longchamp
  - Hippodrome de Vincennes
- Hippodrome de Rambouillet, Rambouillet
- Hippodrome de Saint-Cloud, Saint-Cloud

### Martinique
- Hippodrome de Carrère, Le Lamentin

### Normandie

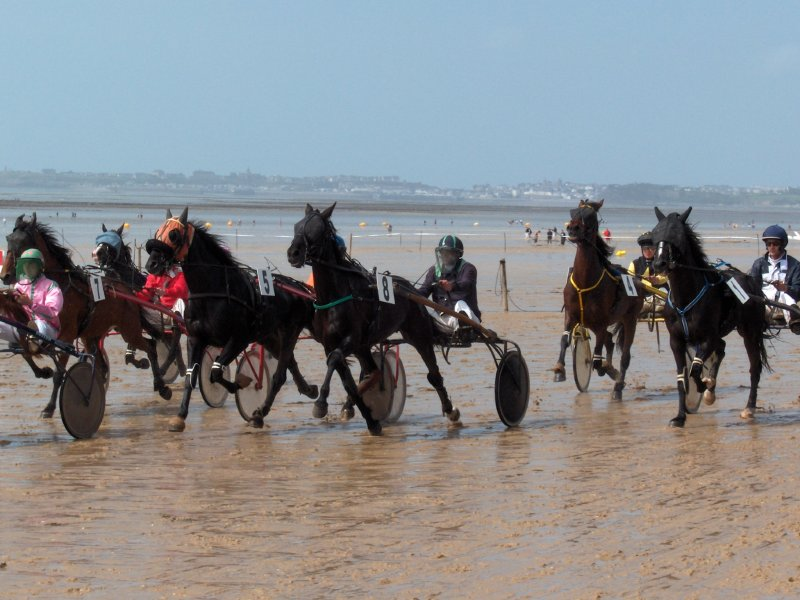
Hippodrome de Jullouville.

- Hippodromes de trot (classement par le Cheval Français)[1]
  - Pôle national : 
    - Hippodrome de Cabourg, Cabourg

  - Pôles régionaux :
    - Hippodrome d'Argentan, Argentan
    - Hippodrome de la Prairie, Caen
    - Hippodrome du vieux Château, Graignes-Mesnil-Angot
    - Hippodrome de Rouen-Mauquenchy, Mauquenchy

  - Catégorie 1 :
    - Hippodrome de Bernay, Bernay
    - Hippodrome de La Glacerie : Cherbourg-en-Cotentin, commune déléguée de La Glacerie
    - Hippodrome de Deauville-Clairefontaine, Deauville
    - Hippodrome Maurice-Jan : Pontorson (près du Mont-Saint-Michel)
    - Hippodrome de la Trésorerie, Lisieux
    - Hippodrome Robert-Auvray, Vire

  - Catégorie 2 :
    - Hippodrome du Martinet, Agon-Coutainville
    - Hippodrome d'Alençon, Alençon
    - Hippodrome des Andelys, Les Andelys
    - Hippodrome Gabriel-Lefrand, Bréhal
    - Hippodrome Maurice de Folleville, anciennement hippodrome de Carentan la Russie : Carentan-les-Marais, commune déléguée de Carentan
    - Hippodrome de Dieppe, Dieppe
    - Hippodrome de Francheville
    - Hippodrome de Saultchevreuil, Villedieu-les-Poêles

  - Catégorie 3 :
    - Hippodrome d'Avranches, Avranches
    - Hippodrome de Bacqueville-en-Caux, Bacqueville-en-Caux
    - Hippodrome de Bagnoles-de-l'Orne, Bagnoles-de-l'Orne
    - Hippodrome de Bihorel, Bihorel
    - Hippodrome de Bourigny, La Chapelle-Cécelin
    - Hippodrome de la Croix des Landes, Domfront
    - Hippodrome de la Couperée, Dozulé
    - Hippodrome d'Évreux, Évreux
    - Hippodrome des Grèves, Genêts
    - Hippodrome de Gournay-en-Bray, Gournay-en-Bray
    - Hippodrome de Longueville-Bréville, Granville
    - Hippodrome de la Madeleine, Hiesville (près de Sainte-Marie-du-Mont)
    - Hippodrome de la Cale, Jullouville
    - Hippodrome Jean-Gabin, Moulins-la-Marche
    - Hippodrome du Neubourg, Le Neubourg
    - Hippodrome de La Fontaine, Le Sap
    - Hippodrome Les Pins, Portbail
    - Hippodrome de Rânes, Rânes
    - Hippodrome de Saint-Aubin-lès-Elbeuf, Saint-Aubin-lès-Elbeuf
    - Hippodrome de la Dives, Saint-Pierre-sur-Dives
    - Hippodrome de Valognes, Valognes

- Hippodromes non classés ou hors trot :
  - Hippodrome de Deauville-La Touques, Deauville
  - Hippodrome de la Bergerie, Le Pin-au-Haras
  - Hippodrome du Perche, Mortagne-au-Perche

### Nouvelle-Aquitaine
- Hippodrome de la Garenne, Agen
- Hippodrome de la Tourette, Angoulême
- Hippodrome de Pompadour, Arnac-Pompadour
- Hippodrome de Castagnolles, Bazas
- Hippodrome des fleurs, Biarritz
- Hippodrome de Sarlande, Castillonnès
- Hippodrome du Haut-Rillon, à Châtelaillon-Plage
- Hippodrome de Saint-Paul-lès-Dax, Dax
- Hippodrome de la Bidanne, Langon
- Hippodrome de la Gatinière, La Roche-Posay
- Hippodrome du Béquet, La Teste-de-Buch
- Hippodrome du Bouscat, Le Bouscat (banlieue de Bordeaux)
- Hippodrome de La Sagne, Le Dorat
- Hippodrome de Cantereaux, Libourne
- Hippodrome de Texonnieras, Limoges
- Hippodrome de Mansle, Mansle
- Hippodrome des Grands Pins, Mont-de-Marsan
- Hippodrome de Romagne, Niort
- Hippodrome du Pont-Long, Pau
- Hippodrome de la Côte de Beauté, Royan
- Hippodrome de Laloubère, Tarbes
- Hippodrome de Villeneuve, Thouars
- Hippodrome de Sangruère, Villeneuve-sur-Lot
- Hippodrome de Pesquie-Bas, Villeréal

### Occitanie
- Hippodrome de la Ribère, Auch
- Hippodrome de Borde-Vieille, Beaumont-de-Lomagne
- Hippodrome de la Fajeolle, Carcassonne
- Hippodrome de Marches, Castelsarrasin
- Hippodrome de Baron, Larroque-Saint-Sernin
- Hippodrome du Tumulus, Gramat
- Hippodrome de Marianne, Grenade
- Hippodrome des Allègres, Montauban
- Hippodrome des Courbiers, Nîmes
- Hippodrome de Laloubère, Tarbes
- Hippodrome de la Cépière, Toulouse

### Pays de la Loire
- Hippodrome d'Éventard, Angers
- Hippodrome de la Prée, Beaupréau
- Hippodrome les Noues, Challans

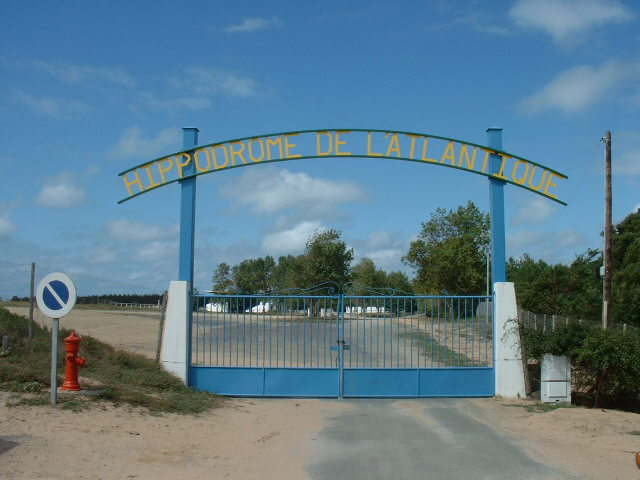
L'hippodrome de l'Atlantique

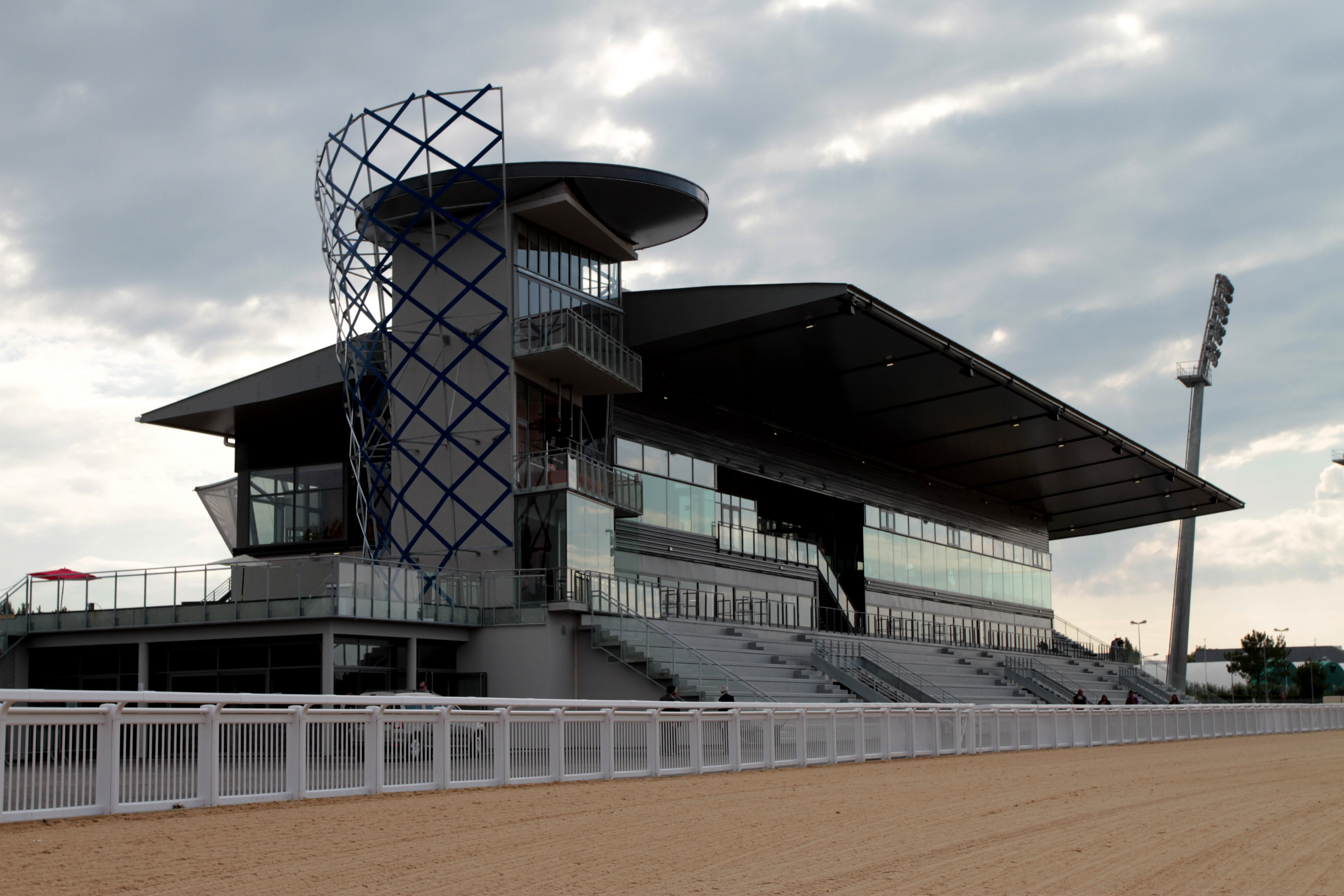
Hippodrome de Pornichet.

- Hippodrome de la Métairie neuve, Châteaubriant
- Hippodrome de Clenet, Cholet
- Hippodrome de la Loire, Cordemais
- Hippodrome de la Touche, Craon
- Hippodrome de La Carrière, Durtal
- Hippodrome de Fontenailles, Écommoy
- Hippodrome de la Rochardière, Jallais
- Hippodrome de Bellevue-la-Forêt, Laval
- Hippodrome de l'Isle-Briand, Le Lion-d'Angers
- Hippodrome des Encloses - Société des courses de Vendée, Luçon
- Hippodrome des Chaumes, Machecoul
- Hippodrome des Hunaudières, Le Mans
- Hippodrome de la Bretonnière, Meslay-du-Maine
- Hippodrome du Petit Port, Nantes
- Hippodrome de Beaumont, Nort-sur-Erdre
- Hippodrome du Calvaire de la Magdeleine, Pontchâteau
- Hippodrome de Pornichet, Pornichet
- Hippodrome de la prairie du château, Sablé-sur-Sarthe
- Hippodrome de l'Atlantique, Saint-Jean-de-Monts
- Hippodrome de la Malbrande, Talmont-Saint-Hilaire
- Hippodrome de Verrie, Saumur
- Hippodrome de Touchelais, Savenay
- Hippodrome de la Loire, Segré
- Hippodrome des Senonnettes, Senonnes-Pouancé
- Hippodrome de Seiches-sur-le-Loir, Seiches-sur-le-Loir
- Hippodrome de Portillon, Vertou

### Provence-Alpes-Côte d'Azur
- Hippodrome Roberty, Avignon
- Hippodrome de la Levade, Bollène
- Hippodrome de la Côte d'Azur, Cagnes-sur-Mer

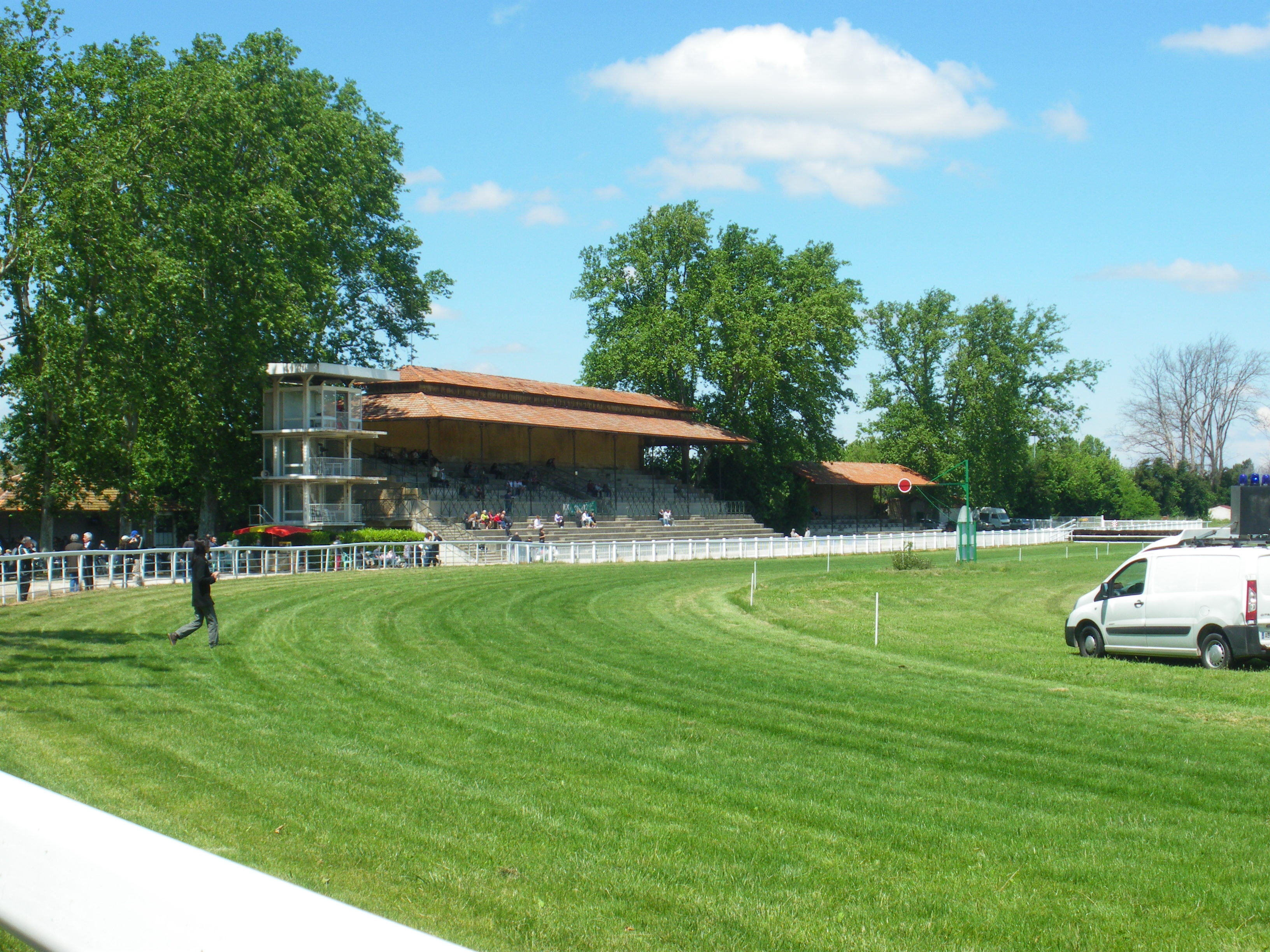
Hippodrome Roberty à Avignon.

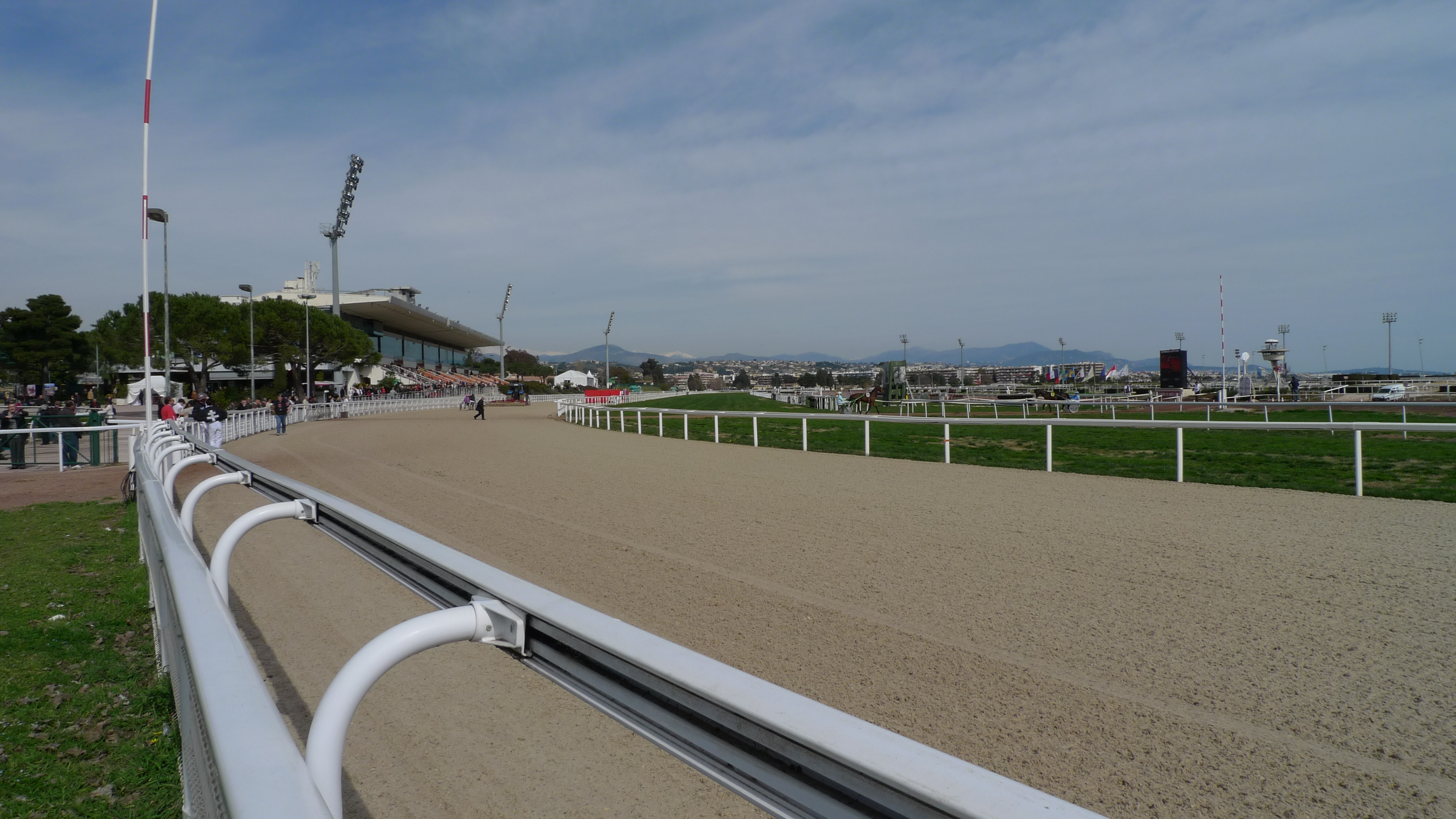
Hippodrome de la Côte d'Azur à Cagnes-sur-Mer

- Hippodrome de Saint-Ponchon, Carpentras
- Hippodrome de la Durance, Cavaillon
- Hippodrome de la plage, Hyères
- Hippodrome Saint-Gervais, L'Isle-sur-la-Sorgue
- Marseille :
  - Hippodrome Marseille Borély
  - Hippodrome Marseille Vivaux
- Hippodrome d'Oraison (de la Durance), Oraison
- Hippodrome de la Crau, Salon-de-Provence
- Hippodrome de Deffends, à Sault

## Hong Kong
- Hippodrome de Happy Valley
- Hippodrome de Sha Tin

## Inde
- Hippodrome de Barrackpore
- Hippodrome de Bombay
- Hippodrome de Calcutta, à Calcutta
- Hippodrome de Kanpur

## Irlande
- The Curragh, comté de Kildare
- Leoparstown, Dublin

## Italie
- Hippodrome d'Agnano, Naples
- Hippodrome d'Arcoveggio (it), Bologne
- Hippodrome Breda (it), Padoue
- Hippodrome de Capannelle, Rome (plat)
- Hippodrome des Cascine, Florence (plat)
- Hippodrome Ghirlandina, Modène
- Hippodrome de Maia (it), Merano (steeple, cross)
- Hippodrome de la Maura (it), Milan (trot)
- Hippodrome de Mulina, Florence (trot)
- Hippodrome Paolo Sesto, Tarente
- Hippodrome de San Siro, Milan (exclusivement galop depuis 2015)
- Hippodrome Savio (it), Césène
- Hippodrome de Sesana (it), Montecatini
- Hippodrome de Stupinigi, Turin
- Hippodrome Tor di Valle (it), Rome (trot)

## Japon

### JRA

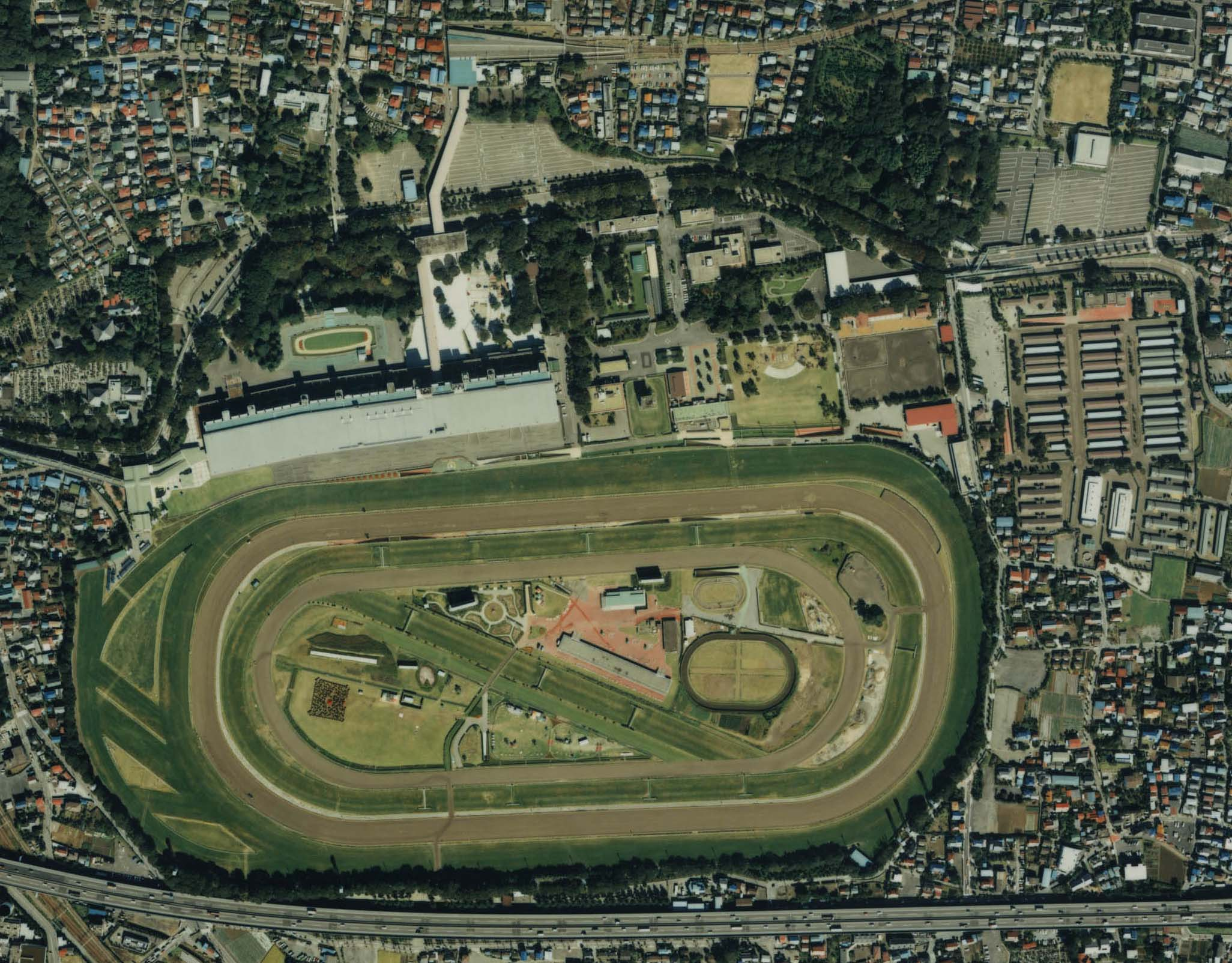
L'hippodrome de Fuchu

- Hippodrome de Chūkyō, Toyoake (banlieue de Nagoya)
- Hippodrome de Fukushima, Fukushima
- Hippodrome de Hanshin, Takarazuka (banlieue d'Ōsaka)
- Hippodrome de Hakodate, Hakodate
- Hippodrome de Kyōto, Kyōto
- Hippodrome de Kokura, Kitakyūshū
- Hippodrome de Nakayama, Funabashi (banlieue de Chiba)
- Hippodrome de Niigata, Niigata
- Hippodrome de Sapporo, Sapporo
- Hippodrome de Fuchu, Tokyo

### Collectivités locales
- Hippodrome de Arao, Arao, préfecture de Kumamoto
- Hippodrome de Asahikawa, Asahikawa
- Hippodrome de Chūkyō, Toyoake (banlieue de Nagoya)
- Hippodrome de Fukuyama, Fukuyama
- Hippodrome de Funabashi, Funabashi (banlieue de Chiba)
- Hippodrome de Himeji, Himeji
- Hippodrome de Kanazawa, Kanazawa
- Hippodrome de Kasamatsu, Kasamatsu (banlieue de Gifu)
- Hippodrome de Kawasaki, Kawasaki
- Hippodrome de Kitami, Kitami
- Hippodrome de Kōchi, Kōchi
- Hippodrome de Mizusawa, Ōshū Préfecture d'Iwate
- Hippodrome de Mombetsu, Mombetsu Hokkaidō
- Hippodrome de Morioka, Morioka
- Hippodrome de Nagoya, Nagoya
- Hippodrome de Obihiro, Obihiro
- Hippodrome de Ohi, Shinagawa Tokyo
- Hippodrome de Sapporo, Sapporo
- Hippodrome de Saga, Tosu
- Hippodrome de Sonoda, Amagasaki (banlieue d'Ōsaka)
- Hippodrome de Urawa, Saitama

## Liban
- Hippodrome de Beyrouth, Beyrouth

## Macao
- Taipa Racecourse

## Maroc
- Hippodrome de Marrakech

## Maurice
- Champ de Mars

## Norvège
- Hippodrome de Bjerke, banlieue d'Oslo

## Pays-Bas
- Hippodrome de Wolvega
- Hippodrome de Duindigt, Wassenaar

## Royaume-Uni
- Hippodrome d'Aintree, Merseyside
- Hippodrome d'Ascot, Berkshire
- Hippodrome d'Ayr, Ayrshire
- Hippodrome de Bath, Somerset
- Hippodrome de Beverley, East Riding of Yorkshire
- Hippodrome de Brighton, Sussex de l'Est
- Hippodrome de Carlisle, Cumbria
- Hippodrome de Cartmel, Cumbria
- Hippodrome de Catterick Bridge, Yorkshire du Nord
- Hippodrome de Cheltenham, Gloucestershire
- Hippodrome de Chepstow, Monmouthshire
- Hippodrome de Chester, Cheshire
- Hippodrome de Doncaster, Yorkshire du Sud
- Hippodrome d'Epsom Downs, Surrey
- Hippodrome d'Exeter, Devon
- Hippodrome de Fakenham, Norfolk
- Hippodrome de Ffos Las, Carmarthenshire
- Hippodrome de Folkestone, Kent
- Hippodrome de Fontwell Park, Sussex de l'Ouest
- Hippodrome de Goodwood, Sussex de l'Ouest
- Hippodrome de Great Yarmouth, Norfolk
- Hippodrome de Hamilton Park, South Lanarkshire
- Hippodrome de Haydock Park, Merseyside
- Hippodrome de Hereford, Herefordshire
- Hippodrome de Hexham, Northumberland
- Hippodrome de Huntingdon, Cambridgeshire
- Hippodrome de Kelso, Scottish Borders
- Hippodrome de Kempton Park, Surrey
- Hippodrome de Leicester, Leicestershire
- Hippodrome de Lingfield Park, Surrey
- Hippodrome de Ludlow, Shropshire
- Hippodrome de Market Rasen, Lincolnshire
- Hippodrome de Musselburgh, East Lothian
- Hippodrome de Newbury, Berkshire
- Hippodrome de Newcastle, Tyne and Wear
- Hippodrome de Newmarket, Suffolk
- Hippodrome de Newton Abbot, Devon
- Hippodrome de Nottingham, Nottinghamshire
- Hippodrome de Perth, Perth and Kinross
- Hippodrome de Plumpton, Sussex de l'Est
- Hippodrome de Pontefract, Yorkshire de l'Ouest
- Hippodrome de Redcar, Yorkshire du Nord
- Hippodrome de Ripon, Yorkshire du Nord
- Hippodrome de Salisbury, Wiltshire
- Hippodrome de Sandown Park, Surrey
- Hippodrome de Sedgefield, Durham
- Hippodrome de Southwell, Nottinghamshire
- Hippodrome de Stratford-on-Avon, Warwickshire
- Hippodrome de Taunton, Somerset
- Hippodrome de Thirsk, Yorkshire du Nord
- Hippodrome de Towcester, Northamptonshire
- Hippodrome d'Uttoxeter, Staffordshire
- Hippodrome de Warwick, Warwickshire
- Hippodrome de Wetherby, Yorkshire de l'Ouest
- Hippodrome de Wincanton, Somerset
- Hippodrome de Windsor, Berkshire
- Hippodrome de Wolverhampton, Midlands de l'Ouest
- Hippodrome de Worcester, Worcestershire
- Hippodrome d'York, Yorkshire

## Russie
- Hippodrome de Moscou, Moscou
- Hippodrome de Kazan, Kazan

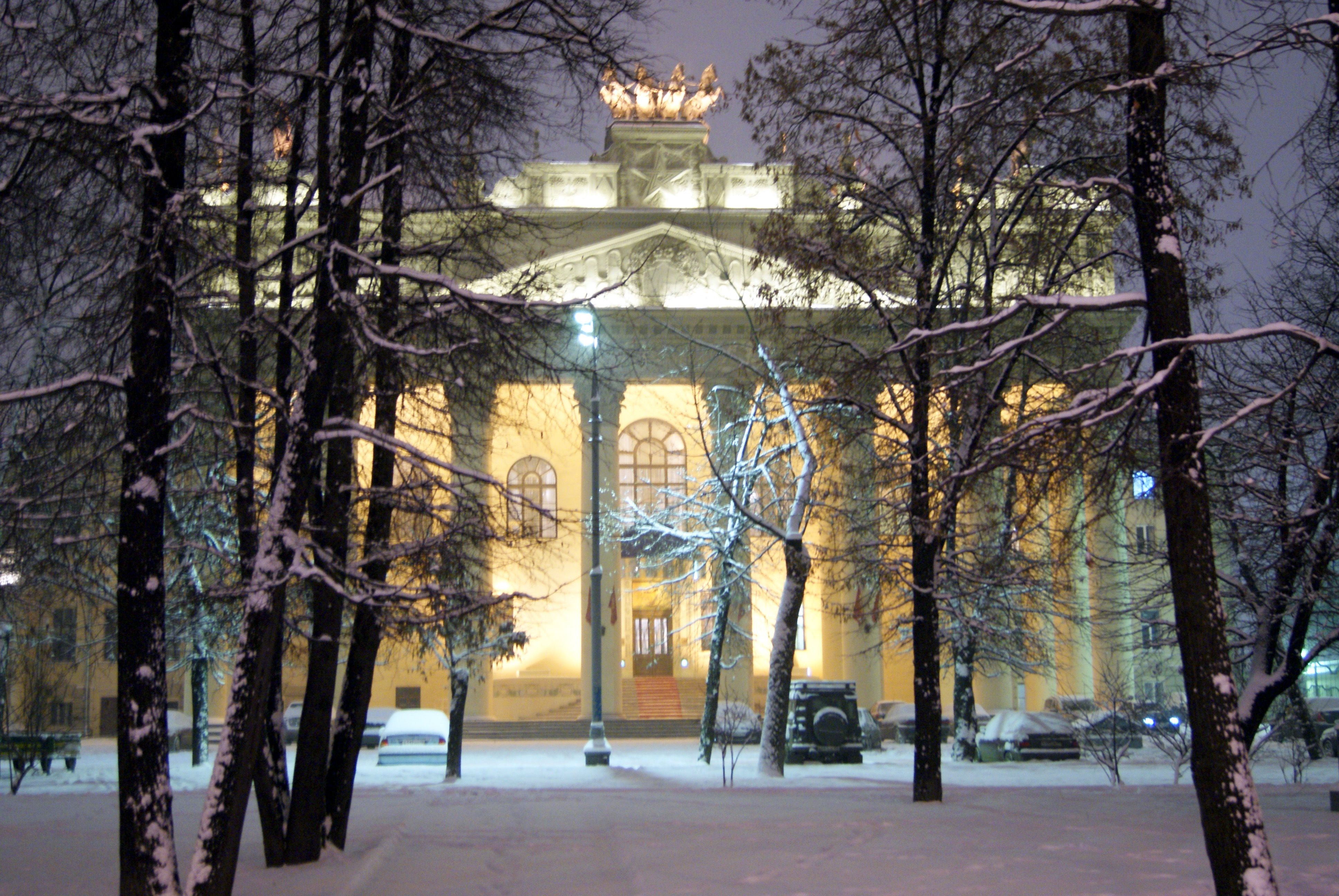
Hippodrome de Moscou en hiver

- Hippodrome de Piatigorsk, Piatigorsk
- Hippodrome de Ramenskoïe, Ramenskoïe
- Hippodrome d'Altaï, Barnaoul

## Singapour
- Hippodrome de Bukit Timah
- Hippodrome de Kranji

## Suède
- Hippodrome d'Aby, Göteborg

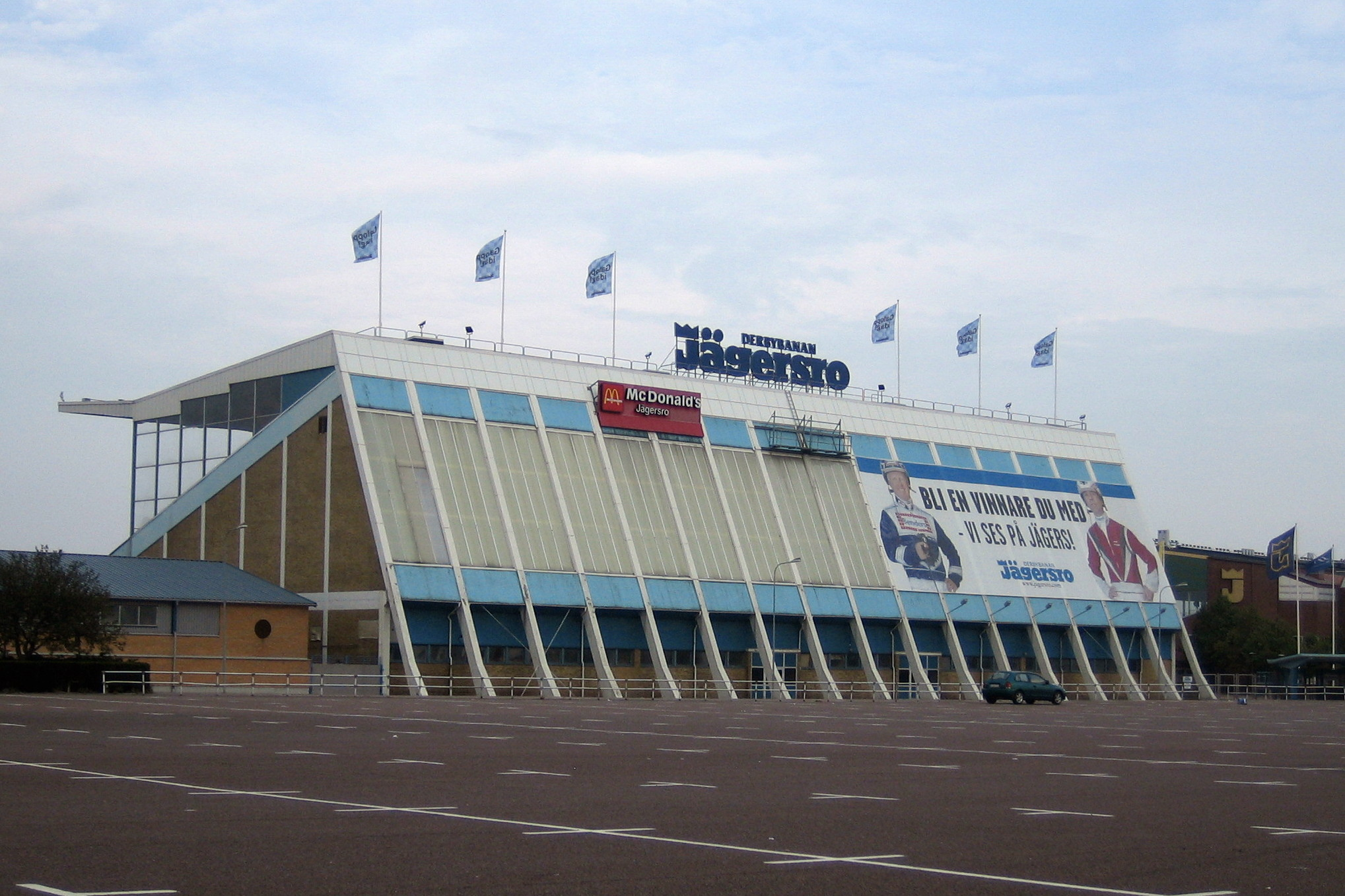
Hippodrome de Jägersro à Malmö

- Hippodrome de Bergsåker, Sundsvall
- Hippodrome de Jägersro, Malmö
- Hippodrome d'Östersund, Östersund
- Hippodrome de Solvalla, Stockholm

## Suisse
- Hippodrome d'Aarau, Aarau
- Lac gelé d'Arosa, Arosa
- Hippodrome d'Avenches, Avenches
- Hippodrome de Fehraltorf, Fehraltorf
- Hippodrome de Frauenfeld, Frauenfeld
- Hippodrome de Maienfeld, Maienfeld
- Marché-concours de Saignelégier, Saignelégier
- Lac gelé de Saint-Moritz, Saint-Moritz
- Hippodrome de Zurich, Dielsdorf

## République tchèque
- Hippodrome de Velká Chuchle, Prague

## Tunisie
- Hippodrome de Ksar Saïd, Tunis
- Hippodrome de Mégrine, Mégrine (Ancien)

## Turquie
- Hippodrome Veliefendi, Istanbul

## Uruguay
- Hippodrome de Maronas, Montevideo
- Hippodrome de Las Piedras, Las Piedras